# Tracers (film)
Pour les articles homonymes, voir Tracer.
Pour plus de détails, voir Fiche technique et Distribution.
Tracers, ou À La Limite au Québec, est un thriller américain réalisé par Daniel Benmayor, sorti en 2015.

## Synopsis
À New York, Cam est coursier à vélo. Il rencontre Nikki, qui fait partie d’un gang de rues pratiquant le parkour. Au-delà des aptitudes athlétiques et des prouesses techniques, le gang a d’autres activités parfaitement illégales. Cam, tombé sous le charme de Nikki, s'initie au parkour et va décrocher un job qui peut lui rapporter très gros en bossant pour le chef du gang, un certain Miller. Mais les limites sont de plus en plus floues et s’il ne veut pas y laisser sa peau, Cam va devoir trouver une solution pour se sortir de cet univers inattendu.

## Fiche technique
- Titre : Tracers
- Réalisation : Daniel Benmayor
- Scénario : Kevin Lund, Leslie Bohem, Matt Johnson et T. J. Scott
- Musique : Lucas Vidal
- Décor : Dan Leigh
- Costume : Jenny Gering
- Casting : Rich Mento
- Photographie : Nelson Cragg
- Montage : Peter Amundson
- Producteur : Marty Bowen, Wyck Godfrey et D. Scott Lumpkin
  - Coproducteur : Adam C. Londy, Alexis Alexanian
- Production : Temple Hill Entertainment, Melbarken et Freerunning
- Société de Production : Saban Films, Cowtown Cinema Ventures, Temple Hill Entertainment
- Société de Distribution : Metropolitan Filmexport (France), Lionsgate Home Entertainment (États-Unis)
- Pays d’origine :  États-Unis
- Genre : Thriller, Action, Crime, Drame
- Format : 2.35 : 1 / couleur / son : Dolby Digital
- Durée : 94 minutes
- Dates de sortie :
  -  Danemark : 15 janvier 2015
  -  France : 25 février 2015
  -  États-Unis : 20 mars 2015
  -  Suède : 25 mai 2015 (en DVD)
- Signalisation : PG-13

 Sauf indication contraire ou complémentaire, les informations mentionnées dans cette section proviennent de la base de données IMDb.

## Distribution
- Taylor Lautner (VF : Nessym Guetat ; VQ : Xavier Dolan) : Cam
- Marie Avgeropoulos (VF : Olivia Luccioni ; VQ : Sarah-Jeanne Labrosse) : Nikki
- Adam Rayner (VF : Damien Boisseau) : Miller
- Rafi Gavron (VF : Alexandre Nguyen ; VQ : Guillaume Champoux) : Dylan
- Johnny Wu (VF : Stéphane Fourreau ; VQ : Nicolas Charbonneaux-Collombet) : Jerry
- Josh Yadon (VF : Fabrice Trojani ; VQ : Hugolin Chevrette) : Jax
- Luciano Acuna Jr. (VF : Pascal Grull) : Tate
- Chris Jackson (VF : Mohad Sanou ; VQ : Jean-François Beaupré) : Lonnie
- Sam Medina : Hu
- Scott Johnsen : l'inspecteur de police

Source V.F. : RS Doublage & Doublage.qc.ca 

## Critique et accueils
Le film a reçu un accueil mitigé puisque sur le site de Métatric a obtenu 45 % tandis que sur le site d'Allociné il a reçu une note 2 / 5 de la part de la presse et 2,7/5  pour 608 notes par les spectateurs.

## Autour du film
- Le titre Tracers évoque les pratiquants du parkour.
- Deux acteurs du film, Luciano Acuna et Josh Yadon, font ici leurs premiers pas au cinéma. Ils ont été choisis car ils sont traceurs professionnels mais également parce qu’ils étaient capables de jouer la comédie[6].
- Pendant le tournage, le coordinateur de cascades Gary Powell a fait passer un test à Taylor Lautner dans un lieu consacré au parkour à Los Angeles. Très impressionné par les aptitudes physiques de l’acteur, Gary Powell sut que son travail ne serait guère compliqué[6].
- L'acteur Taylor Lautner, très sportif, a effectué bon nombre de ses cascades (il n’est doublé que pour 5 % des scènes d’action pour des raisons d’assurance et de simple prudence). Le producteur Marty Bowen déclare d’ailleurs : « Aucun autre acteur n’aurait été capable d’accomplir les cascades spectaculaires qu’a réussies Taylor Lautner. Même sa doublure cascades, qui lui a pourtant enseigné le parkour, reculait devant certaines scènes ! »[6]
- Ce n’est pas le cas de tout le monde : l’acteur britannique Adam Rayner, qui incarne Miller, le leader de la bande de traceurs, a été doublé pour quasiment toutes ses cascades : « Malgré ma bonne condition physique, je n’étais pas capable de réaliser toutes mes cascades », déclare-t-il[6].
- La discipline du parkour s’est dans un premier temps popularisée en Europe avant de débarquer récemment aux États-Unis. Le New York Times a d’ailleurs dernièrement publié un article dessus dans sa rubrique sport en décrivant ainsi la discipline : « Les adeptes du parkour, loisir né dans la rue, considèrent depuis longtemps l’espace public comme leur terrain de jeu et leur activité comme un sport extrême, sans règles, sans classement, sans équipement ni compétitions ». Discipline à la fois physique et mentale, le parkour nécessite une condition physique irréprochable et se doit d’être encadré pour qu’il n’y ait aucun problème de sécurité[6].

## Bande son
La bande originale est composée par Lucas Vidal. L’album contient 21 titres et la bande originale dure un peu plus de 50 minutes.

## Sortie DVD et Blu-Ray
| Sortie en DVD et Blu-ray | Sortie en DVD et Blu-ray | Sortie en DVD et Blu-ray |
| Zone 1 (dont États-Unis) | Zone 2 (dont France)     | Zone 4 (dont Australie)  |
| ------------------------ | ------------------------ | ------------------------ |
| 12 mai 2015              | 25 juin 2015             | NC                       |

## Articles Connexes
- Banlieue 13
- Yamakasi
- Films contenant du parkour